# Josep Maria Casas Boladeras
Josep Maria Casas Boladeras (Matamargó de Pinós, Solsonès, 1923 - Terrassa, 4 de març de 2010) va ser un directiu de serveis socials català.
Destacà en el camp de l'atenció a persones amb discapacitat a la ciutat de Terrassa com a gerent de Prodis (Prodisminuïts Fundació Privada Terrassenca); quan va morir el 2010, n'era president honorífic.
Va néixer l'any 1923 a Les Cases de Matamargó, una masia del municipi de Pinós on ha viscut la família Casas des del segle xiii. Fou el tercer de nou germans. A l'edat adulta anà a viure a Terrassa.
El 1987 va ser nomenat Terrassenc de l'any. L'any 1994, l'ajuntament de Terrassa l'homenatjà públicament i li atorgà la medalla de plata de la ciutat per la seva actuació en la Fundació Amat Roumens. El 1997 va rebre la Creu de Sant Jordi. L'any 2003 publicà el llibre Matamargó, terra i esperit. La vida en una casa pairal del Solsonès a mitjan segle xx. El llibre recull experiències i situacions de la vida rural a la Catalunya interior dels anys 30 i 40 del segle xx.
Un dels seus germans, Àngel Casas i Boladeras, va ser alcalde de Sant Cugat del Vallès (1979-1983) pel PSC.

## Publicacions
- Matamargó, terra i esperit : la vida en una casa pairal del Solsonès a mitjan segle XX.  Lleida: Pagès Editors, Place of publication not identified, 2003. ISBN 8497790308.